# Chiesa di San Zeno (San Giovanni Ilarione)
La chiesa di San Zeno, denominata, anche per le sue ridotte dimensioni come chiesetta di San Zeno, è una chiesa sussidiaria ubicata in Contrada Ruggi, non lontana da Castello, frazione del Comune di San Giovanni Ilarione, in provincia di Verona e diocesi di Vicenza; fa parte del Vicariato di San Bonifacio-Montecchia di Crosara, precisamente dell'Unità Pastorale di San Giovanni Ilarione.
Circondata dalle colture tipiche di questa valle, in prevalenza vigneti e ciliegi, si trova sulla cima di un colle, dal quale si può godere di una vista su tutta la val d'Alpone.
Sito Web: https://visitsangiovanniilarione.com

## Storia
Che l'edificio sacro sia dedicato all'ottavo Vescovo di Verona è segnale di un culto propagato dai Benedettini e dell'espansione territoriale nel Trecento dei Scaligeri.
Il primo documento in cui compare il nome di questa chiesa risale al 1444 e si tratta di un inventario di tutti i beni della diocesi. In tale testo si parla di un cimitero, cosa che fa immaginare una certa autonomia rispetto alla chiesa parrocchiale di San Giovanni Battista, ma sicuramente perse d'importanza quando la chiesa di Castello fu ricostruita nel XV secolo.
Dalle visite pastorali dei Vescovi di Vicenza Sebastiano Venier nel 1708 e di Antonio Maria Priuli del 1745 si evince che la chiesa venisse immaginata come matrice, cosa che non risulta da alcun documento.

Invece, dalle stesse visite, abbiamo la certezza che fin dal Cinquecento e nelle epoche successive il luogo di culto era bisognoso di restauro, segno che era stato probabilmente abbandonato o usato limitatamente dal punto di vista religioso. 
In queste già precarie condizioni, venne usata poi come chiesa parrocchiale di Castello durante la Seconda Guerra Mondiale a causa della requisizione del campanile della chiesa di San Giovanni Battista da parte dei nazifascisti.
Finito il conflitto, la chiesa fu nuovamente abbandonata, spogliata dei suoi ornamenti e subì un lento crollo, specie nella parte verso settentrione.
Tra il 1979 e il 1981, su disegno dell'architetto Pierdavide Pivetti, con parroco don Adelio Mantiero, la chiesa fu ristrutturata e riaperta il 3 maggio 1981.

Durante i lavori vennero alla luce parti di scheletro umano, testimonianza dell'antico cimitero.
Il busto nell'angolo sudovest davanti alla chiesa ricorda il parroco don Giuseppe Dal Molin.

## Descrizione

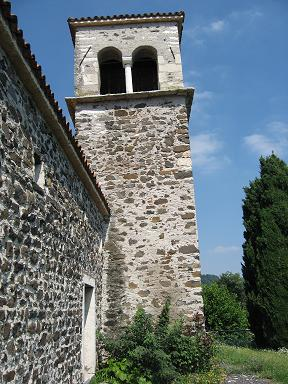
Il campanile

La chiesa, in stile romanico, è in pietra grigia, con facciata a capanna rivolta verso ovest, che presenta un portale chiuso da un arco a tutto sesto e in alto un oculo.
L'interno presenta un'unica aula a pianta rettangolare, che conduce verso il presbiterio, di base quadrata, che non è originale, ma dovrebbe essere frutto di un intervento avvenuto nel 1750, come attesta la data impressa su una lastra del suo pavimento.
Sopra l'unico altare vi è una copia della statua lapidea di san Zeno del 1449 (l'originale è nella parrocchiale di Castello). All'interno è presente anche una vetrata decorata dal pittore vicentino Piero Dani nel 2021 raffigurante le Quattro stagioni.

In passato erano presenti affreschi ed un quadro di Dante de Baccalarj del 1409.

## Campanile e campane
Si è conservato il basso campanile a pianta quadrata, con cella campanaria aperta da bifore sui quattro lati e coperto da un tetto a spioventi. Al suo interno tre campanelle (di cui una datata 1839).